# (9167) Kharkiv
(9167) Kharkiv est un astéroïde de la ceinture principale.

## Description
(9167) Kharkiv est un astéroïde de la ceinture principale. Il fut découvert le 18 septembre 1987 à Nauchnyj par Lioudmila Tchernykh. Il présente une orbite caractérisée par un demi-grand axe de 3,14 UA, une excentricité de 0,17 et une inclinaison de 7,0° par rapport à l'écliptique.

## Compléments